# Nissan 350Z
Der Nissan 350Z ist ein zweisitziger Sportwagen des japanischen Automobilherstellers Nissan, der von Mitte 2002 bis Sommer 2009 gebaut wurde. Er ist die vierte Generation der Z-Sportwagenreihe des Herstellers, die 1969 mit dem 240Z begann und anschließend mit dem 280ZX sowie zwei Generationen des 300ZX bis zum Sommer 2000 fortgeführt wurde. Zur Markteinführung war nur ein Kombicoupé erhältlich, das ab Sommer 2003 durch eine Roadster-Variante ergänzt wurde. Die Zahl „350“ bezeichnet den Hubraum des Motors in Zentilitern.
Im Spätherbst 2008 kam das Nachfolgemodell 370Z als Coupé in Japan auf den Markt, der Roadster wurde im Spätsommer 2009 abgelöst.

## Vorgeschichte
In den 1990er Jahren war Nissan von einer schweren finanziellen Krise gebeutelt, weswegen sich der Konzern auf die Entwicklung und den Vertrieb von Volumenmodellen konzentrierte, um wieder in die Gewinnzone zu gelangen. So wurde der damalige Vertreter der Z-Reihe, der 300ZX, wegen mangelnder Nachfrage ohne Nachfolger nach und nach aus dem Angebot genommen, so auch 1995 in Europa und 1996 in Nordamerika. Der Grund für den schlechten Absatz lag in den zu hohen Marktpreisen für das mit technischen Spielereien überfrachtete Prestigeobjekt des Nissan-Konzerns.
Dennoch wollte man insbesondere im wichtigen US-Markt den traditionsreichen Z nicht in Vergessenheit geraten lassen. Daher wurde dort im Jahr 1998 eine begrenzte Stückzahl originaler 240Z angekauft, professionell restauriert und anschließend bei Vertragshändlern für rund 24.000 US-Dollar pro Stück verkauft.

### Z Konzept (1999)

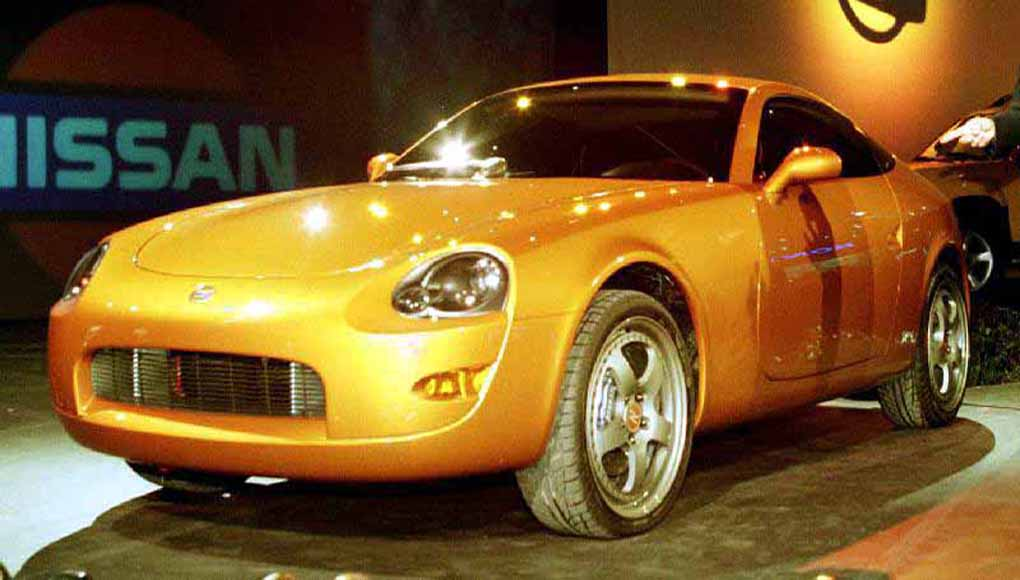
1999: Erste Designstudie eines Nachfolgers zum 300ZX

Ein Designteam von Nissan North America entwickelte Ende der 1990er Jahre in Eigenregie und vorerst ohne offizielle Unterstützung von Nissan ein erstes Konzeptfahrzeug zu einem 300ZX-Nachfolger. Ein originaler 240Z eines Mitarbeiters diente den Designern als Vorbild, und daraus resultierend lehnte sich diese erste Version mit einer langen Motorhaube, runden Frontscheinwerfern und kurzen Überhängen optisch stark an den Ur-Z von 1969 an. Das Ziel war es allerdings nicht, das alte Design zu kopieren, sondern vielmehr die Linienführung der klassischen Karosserie modern zu interpretieren. Das Konzeptfahrzeug war mit einem leistungsgesteigerten 2,4-Liter-Reihenvierzylinder aus der Nissan-Motorenpalette sowie einem Fünfgangschaltgetriebe ausgerüstet und damit voll funktionstüchtig.
Die zweisitzige Studie wurde in nur 12 Wochen fertiggestellt und schließlich 1999 auf der Automobilausstellung in Detroit präsentiert. Obwohl sich eine gewisse Enttäuschung breit machte, dass entgegen der Tradition der Z-Serie kein Sechszylindermotor verwendet wurde und das Design sehr retrolastig war, erregte das orangefarben lackierte Konzeptfahrzeug große Aufmerksamkeit und brachte den angeschlagenen Nissan-Konzern mit positiven Schlagzeilen in die Nachrichten.

### Z Konzept (2001)
Nach der erfolgreichen Präsentation des Z-Konzeptfahrzeuges von 1999 entschied sich die Konzernspitze trotz der laufenden Fusionsverhandlungen mit Renault dazu, eine neue Generation der Z-Reihe zu entwickeln. Das als zu retrolastig empfundene Design des ursprünglichen Z-Konzept wurde jedoch verworfen. Unter dem Chefdesigner Mamoru Aoki arbeiteten die Nissan-Designstudios in Japan, Deutschland und den Vereinigten Staaten an dem endgültigen Entwurf. Das Ergebnis war ein moderner und völlig neu wirkender Sportwagen, der aber dennoch die Historie der Z-Reihe widerspiegelte und die damals neue Nissan-Designsprache zum Ausdruck brachte.
Das wieder orangefarben lackierte Z Konzept der zweiten Generation feierte im Jahr 2001 auf der Detroit Auto Show Premiere und konnte das Publikum wiederum begeistern. Mit seinem V6-Motor mit 3,5 Litern Hubraum und einer Leistung von 192 kW (260 PS) sowie der rassigen Coupéform war das Konzeptfahrzeug ein würdiger Ausblick auf die angekündigte Serienversion der nächsten Z-Evolutionsstufe.

## Modellgeschichte

### Coupé (2002–2008)
Nach einer zweijährigen Auszeit kehrte die Z-Sportwagenreihe mit dem 350Z schließlich zurück, dessen Verkauf im Juli 2002 in Japan begann. Die Einführung auf dem deutschen Markt erfolgte über ein Jahr später im Oktober 2003 zu einem Basispreis von 33.850 Euro.

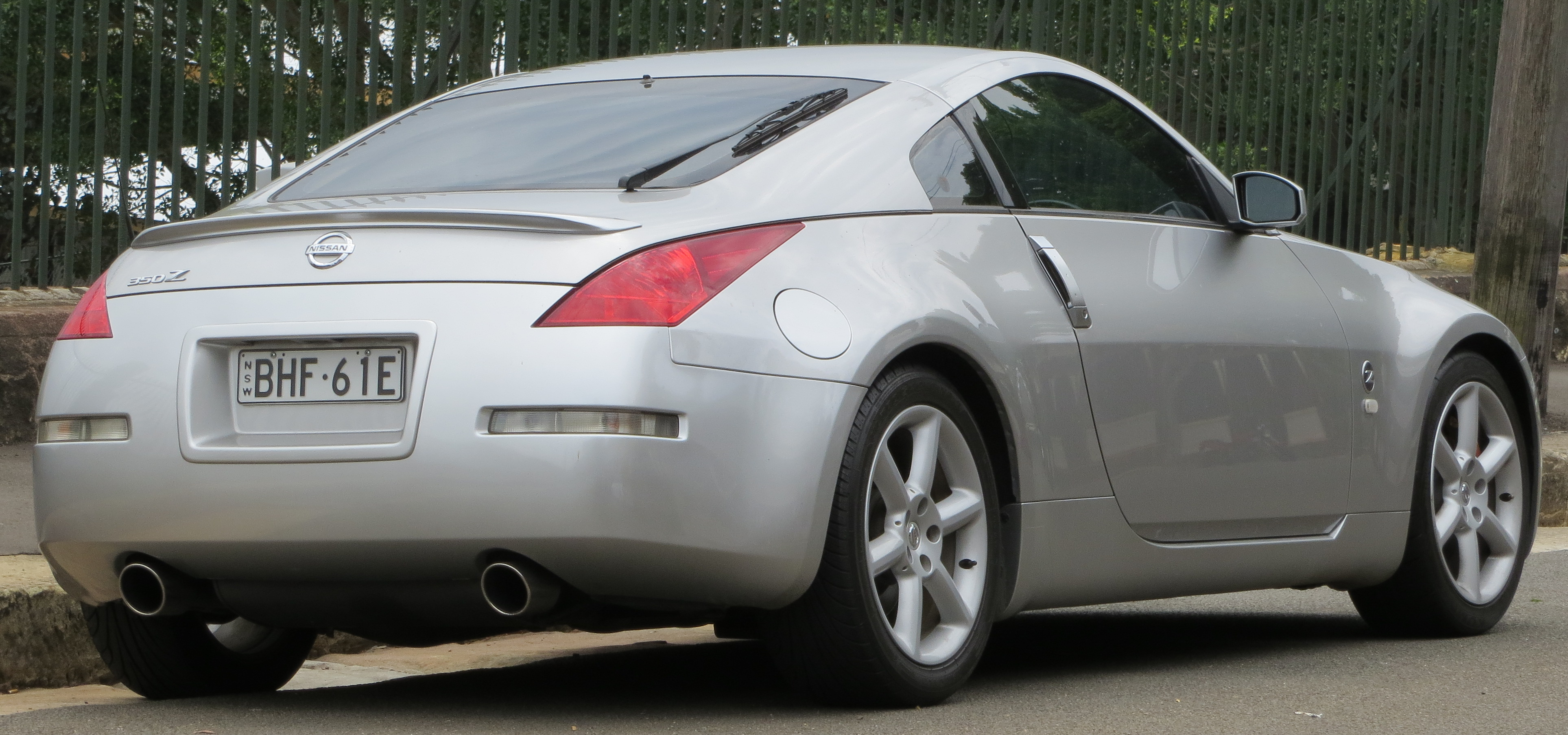
Heckansicht

Wie in der Z-Reihe üblich sollte auch der 350Z mit klassischen Sportwagen-Proportionen aufwarten, das endgültige Design der Karosserie war dem der 2001 vorgestellten Studie sehr ähnlich. Der bullige Zweisitzer ist in klassischer Sportwagenbauweise mit einem längs eingebauten Frontmotor – dessen Schwerpunkt allerdings hinter der Vorderachse liegt – und Hinterradantrieb ausgerüstet. Die Kraftübertragung erfolgt dabei standardmäßig über ein manuell geschaltetes Schaltgetriebe mit sechs Gängen, in einigen Märkten war auch eine Automatik mit fünf Stufen erhältlich. Zur Gewichtsersparnis ist das Getriebe durch eine einteilige Kardanwelle aus kohlenstofffaserverstärktem Kunststoff (Verbundwerkstoff) mit dem Visco-Sperrdifferential an der Hinterachse verbunden. Als Motor dient dem 350Z ein Sechszylinder-Benzinmotor in V-Bauweise aus Aluminium mit vier Ventilen pro Zylinder und vier oben liegenden Nockenwellen, der intern den Motorcode VQ35DE trägt. Aus 3,5 Litern Hubraum schöpft der Saugmotor 206 kW (280 PS) bei 6200 min−1 und ein maximales Drehmoment von 363 Nm bei 4800 min−1. Diese Leistung genügt für eine Beschleunigung von 0–100 km/h in 5,9 Sekunden und eine Höchstgeschwindigkeit von 250 km/h, bei der der 350Z elektronisch abgeregelt wird. Der durchschnittliche Verbrauch liegt bei 11,4 Liter Super-Plus-Benzin pro 100 Kilometer.
Schwierigkeiten bereitete beim Kombicoupé das Fließheck mit Heckklappe, da diese Konstruktionsweise Nachteile für die Karosseriesteifigkeit hat. Diesem Problem wurde mit Hilfsrahmen an Front und Heck, Domstreben, verstärkten Schweißnähten an der Bodengruppe und weiteren Maßnahmen entgegengewirkt. Um ein möglichst sportliches Fahrverhalten zu erreichen, wurde auf einen niedrigen Schwerpunkt und eine ausgeglichene Gewichtsbalance geachtet. Dies konnte durch den Einsatz von leichten Materialien wie Aluminium, aus dem Motorhaube sowie ein Großteil der Komponenten des Fahrwerks bestehen, oder den Verzicht auf komplexe und schwere Techniken wie Turboaufladung, variable Ansauganlagen oder Allradlenkung gewährleistet werden. Das Ergebnis war eine Gewichtsverteilung von 53 % auf die Vorder- und 47 % auf die Hinterachse, zu dem auch die Position des Motors mit dem Schwerpunkt hinter der Vorderachse beitrug. Ein weiterer Vorteil des Verzichts auf komplizierte und somit auch teure Technik waren die geringeren Kosten in der Entwicklung und Fertigung. Diese Ersparnis konnte an den Endkunden weitergegeben werden, was sich in einem verhältnismäßig niedrigen Verkaufspreis und somit auch einem guten Preis-Leistungs-Verhältnis niederschlug.
Auch der Innenraum ist fahrerorientiert zugeschnitten. Der Fahrersitz ist ein Sportsitz mit hohen Flanken für guten Seitenhalt und einer zusätzlichen Erhöhung im vorderen Bereich der Sitzfläche zur Führung der Oberschenkel. Darüber hinaus ist die Rückenlehne unterhalb der Schulterzone schmaler geschnitten, um eine optimale Armfreiheit zum Schalten und Lenken zu gewährleisten. Der Platz des Beifahrers bietet hingegen mit einer breiten Rückenlehne sowie weicherem Polster mehr Komfort und verzichtet auch auf die mittige Erhöhung des Sitzpolsters. Hinter dem Dreispeichenlenkrad findet sich das Kombiinstrument, welches in drei große Rundinstrumente für Tachometer, Drehzahlmesser und die kombinierte Kühlwasser- und Kraftstoffanzeige unterteilt ist. Dabei ist der Drehzahlmesser größer dimensioniert als die daneben liegenden Anzeigen und mittig positioniert, wodurch er gut abzulesen ist. Das Kombiinstrument ist fix an der Lenksäule befestigt und bewegt sich auch bei der Höhenverstellung des Lenkrades mit. In das Armaturenbrett sind oberhalb der Mittelkonsole drei auf den Fahrersitz ausgerichtete Zusatzinstrumente eingelassen, die Anzeigen für Öldruck, Bordspannung und den Bordcomputer beheimaten. Hinter dem Beifahrersitz befindet sich eine zusätzliche größere Ablage, die den 235 Liter fassenden Kofferraum ergänzt, der durch die hintere Domstrebe allerdings stark eingeschränkt ist.
Für den deutschen Markt wurde der 350Z wegen der dort höheren Durchschnittsgeschwindigkeiten serienmäßig mit einigen Extras ausgerüstet. Ein elektronisches Stabilitätsprogramm und ein größerer Wasserkühler ist in allen europäischen Versionen serienmäßig. Darüber hinaus wurde die Aerodynamik modifiziert. Am Unterboden sorgen Luftkanäle dafür, dass das mit zusätzlichen Kühlrippen ausgerüstete Differential an der Hinterachse gut angeströmt wird. Durch ein „Aero Kit“ mit Spoilerlippe an der Heckklappe, veränderter Frontschürze und Diffusor am Unterboden konnte der Luftwiderstandsbeiwert von 0,30 auf 0,29 reduziert werden, wobei der Anpressdruck gleichzeitig erhöht wurde. Ebenfalls nicht allen internationalen Versionen wurde das Brembo-Sportbremssystem zuteil, dessen Bremssättel aus Aluminium gefertigt und goldfarben pulverbeschichtet sind. Diese wurden in den deutschen Varianten serienmäßig verbaut. Die Bremsanlage ist mit je vier Kolben an der Vorder- und zwei Kolben an den Hinterachse versehen. Die innenbelüfteten Bremsscheiben haben an der Vorderachse einen Durchmesser von 324 mm und an der Hinterachse 322 mm.
Das 350Z Coupé wurde im Dezember 2008 durch den 370Z abgelöst.

### Roadster (2003–2009)
Vom Nissan 350Z wurde ab Sommer 2003 ein Roadster produziert. Er wurde im Juli zuerst in Nordamerika auf dem Markt eingeführt, in Japan im Oktober. Ab März 2005 wurde der Roadster auch in Deutschland angeboten. Der Einführungspreis lag auf dem deutschen Markt bei 36.500 Euro.

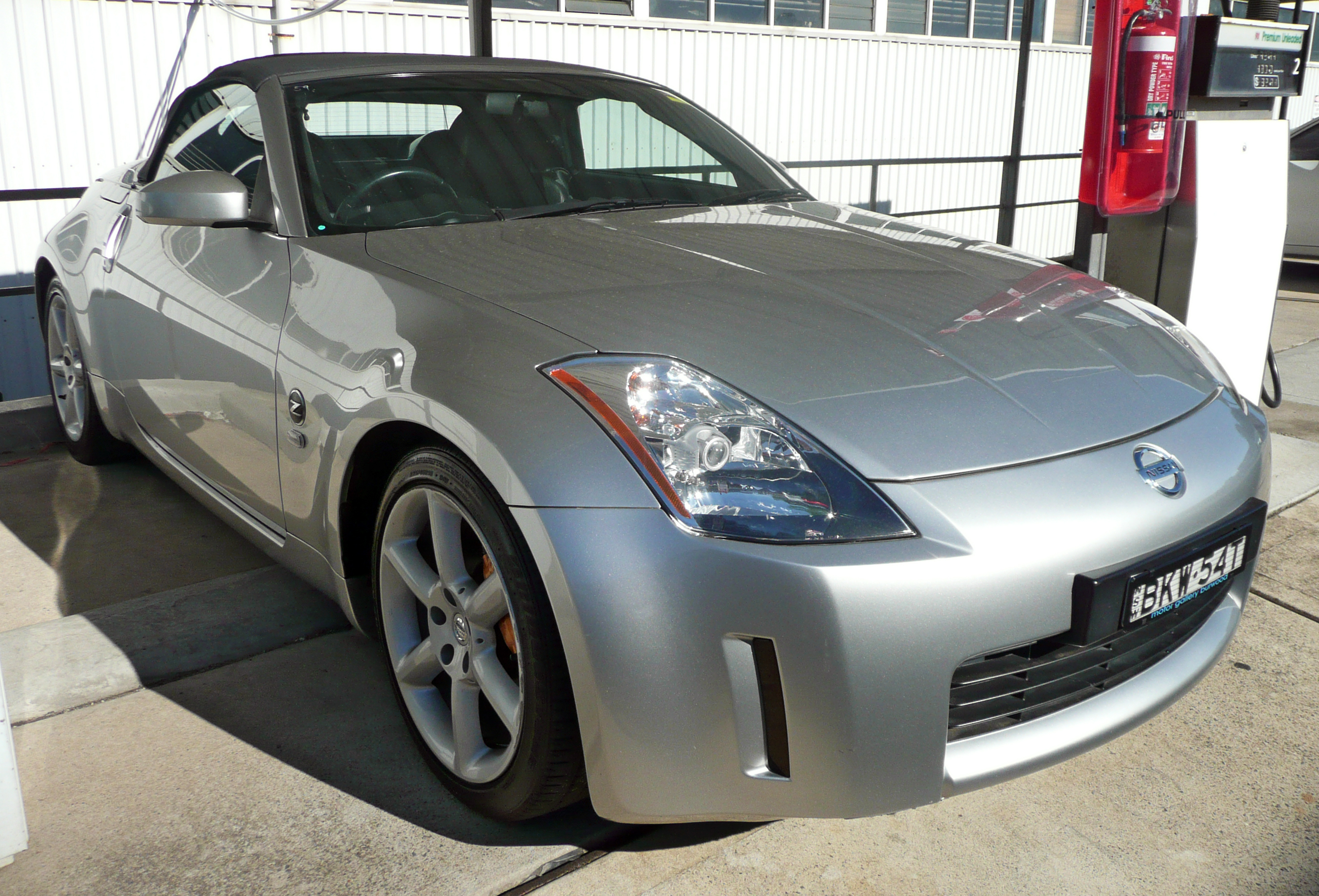
Nissan 350Z Roadster (2003–2005)

Motor, Getriebe, Fahrwerk und Innenraum sind gegenüber dem Coupé unverändert. Die Karosserie basiert auf der des Coupés, allerdings wurden wegen des beim Roadster fehlenden Daches zusätzliche Versteifungen notwendig. Unterhalb der Sitze wurde ein V-förmiger Träger zur Verbindung der Seitenschweller angebracht, der durch einen A-förmigen Rahmen im Bug und eine M-förmige Strebe im Kardantunnel unterstützt wird. Im Bereich der Schweller, A-Säulen und des Kofferraumbodens sind weitere Verstärkungen angebracht. Hinter den Sitzen verläuft ein Stahlrohr, an dem die Überrollbügel angebracht sind, welche zusammen mit dem hochfesten Windschutzscheibenrahmen Schutz bei einem Überschlag bieten. Zusätzlich versteifend wirken auch die Trennwände zwischen Fahrgastraum, Verdeckwanne und Kofferraum.
Das klappbare Stoffdach des Roadsters lässt sich in rund 20 Sekunden nur im Stand bei betätigtem Bremspedal und ohne eingelegten Gang elektrisch ein- und ausfahren. Um einem Aufblähen des Verdecks bei schneller Fahrt entgegenzuwirken, ist es im geschlossenen Zustand an drei Punkten arretiert. Durch die manuelle Betätigung eines zentralen Verriegelungshebels rastet es links, rechts und mittig am Scheibenrahmen ein. Im eingeklappten Zustand ist es zwischen dem Cockpit und dem 130 Liter großen Kofferraum in der Verdeckwanne verstaut, die mit einer in Wagenfarbe lackierten Abdeckung aus Kunststoff verschlossen wird. Das Softtop hat außerdem eine elektrisch beheizbare Scheibe. Ist das Verdeck geöffnet, sorgen Höcker hinter den Sitzen, ein Windschott aus Glas mit eingeprägtem Z-Logo und eine angepasste Kofferraumklappe aus Kunststoff für geringe Geräusche und Luftwirbel. Der Luftwiderstandsbeiwert beträgt 0,34.
Die Sitze sind im Roadster immer mit elektrischer Verstellung ausgerüstet, damit sich die Lehne des Beifahrersitzes während das Verdeck betätigt wird automatisch leicht nach vorne neigen kann. Dadurch wird einem Kontakt des Verdecks mit dem Kopf des Beifahrers vorgebeugt. Diese Funktion lässt sich allerdings auch deaktivieren. Der Roadster ist leer um rund 110 Kilogramm schwerer als das Coupé, bedingt durch die Aussteifungen, die Verdeckkonstruktion sowie die Elektrik der Sitze. Für die Beschleunigung auf 100 km/h benötigt die offene Version des 350Z 6,3 Sekunden.
Mit der Markteinführung des Roadsters wurden alle Z-Modelle im Innenraum durch neue „Soft“-Lacke, eine 12-Volt-Steckdose am Armaturenbrett, geänderte Gurtführungen sowie weiche Polstereinlagen an der Mittelkonsole für Knie und Ellenbogen leicht aufgefrischt und mit einem Tandem-Bremskraftverstärker für verbesserte Bremswirkung ausgerüstet.
Vom Nissan 370Z gibt es ebenfalls einen Roadster, der die Nachfolge des 350Z Roadster antrat. Der Verkauf startete im Spätsommer 2009.

## Modellpflege

### 2005
Im September 2005 wurde der 350Z optisch und technisch leicht modifiziert. Es kommen nun LED-Rückleuchten und Bi-Xenon-Scheinwerfer zum Einsatz, ebenso wie polierte 18-Zoll-Leichtmetallfelgen im Fünfstern-Design als Standardräder. An der Frontpartie gibt es einen neu gestalteten Stoßfänger, einen neuen Kühlergrill mit zwei statt zuvor drei Querstreben sowie modifizierte Seitenreflektoren. Der Innenraum wurde optisch durch mehr Aluminiumoptik aufgewertet, und Ablagefächer wurden geräumiger gestaltet oder durch weitere ergänzt. Für das Armaturenbrett und die Mittelkonsole verwendete man nun weichere Materialien und positionierte die Schalter für die Sitzheizung und Warnblinkanlage an anderer Stelle. Für die Basisausstattung stehen neue Stoffbezüge für die Sitze zur Auswahl. Die Türverkleidungen der Variante mit Premium Pack wurden mit Ledereinsätzen versehen, und für diese gehobene Variante war ab sofort ein optionales „Birdview“-DVD-Navigationssystem mit sieben Zoll großem Farbmonitor, der gleich unterhalb der Zusatzinstrumente Platz fand, verfügbar. Außerdem gab es zwei neue Metallic-Außenfarben in Schwarz sowie Silber, und die Lenkunterstützung der Servolenkung ist nun geschwindigkeitsabhängig.
Der Motor bleibt weiterhin ein VQ35DE, dessen Leistung jedoch auf 221 kW (301 PS) bei einer leicht höheren Drehzahl von 6400 min−1 gesteigert wurde. Dafür passte man den Ansaugtrakt an, optimierte das Gewicht der Pleuel und Kolben und verbaute neue Nockenwellen sowie eine variable Auslassventilsteuerung. Durch die Änderungen am Motor fiel das maximale Drehmoment von 363 auf 353 Nm bei weiterhin 4800 min−1. Allerdings verläuft die Drehmomentkurve jetzt flacher und unterliegt keinen starken Einbrüchen nach Erreichen des Maximums mehr, wie es vor der Leistungssteigerung noch der Fall war. Die Beschleunigung auf 100 km/h verbesserte sich beim Coupé auf 5,8 Sekunden, blieb beim Roadster jedoch gleich.

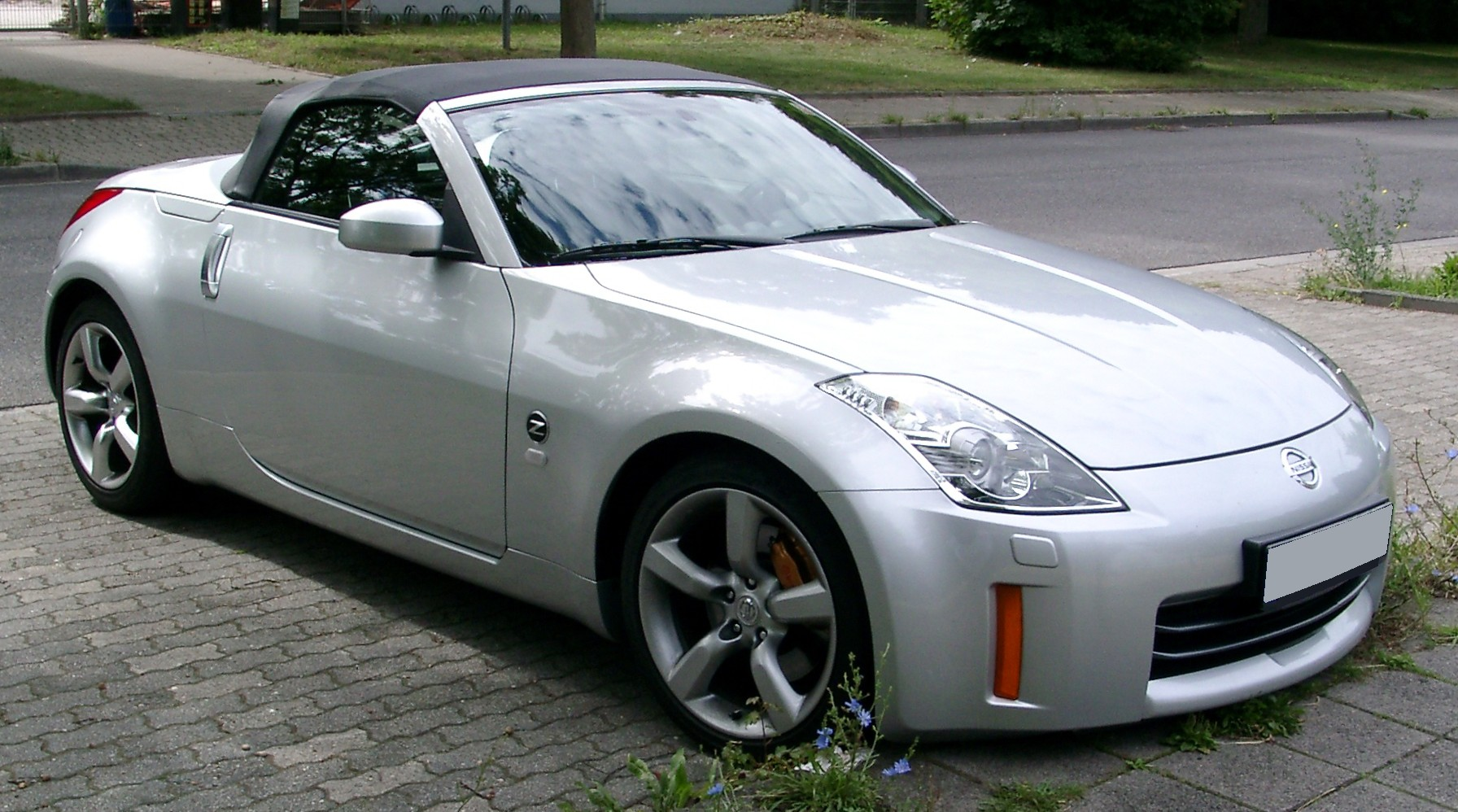
Nissan 350Z Roadster (2005–2007)
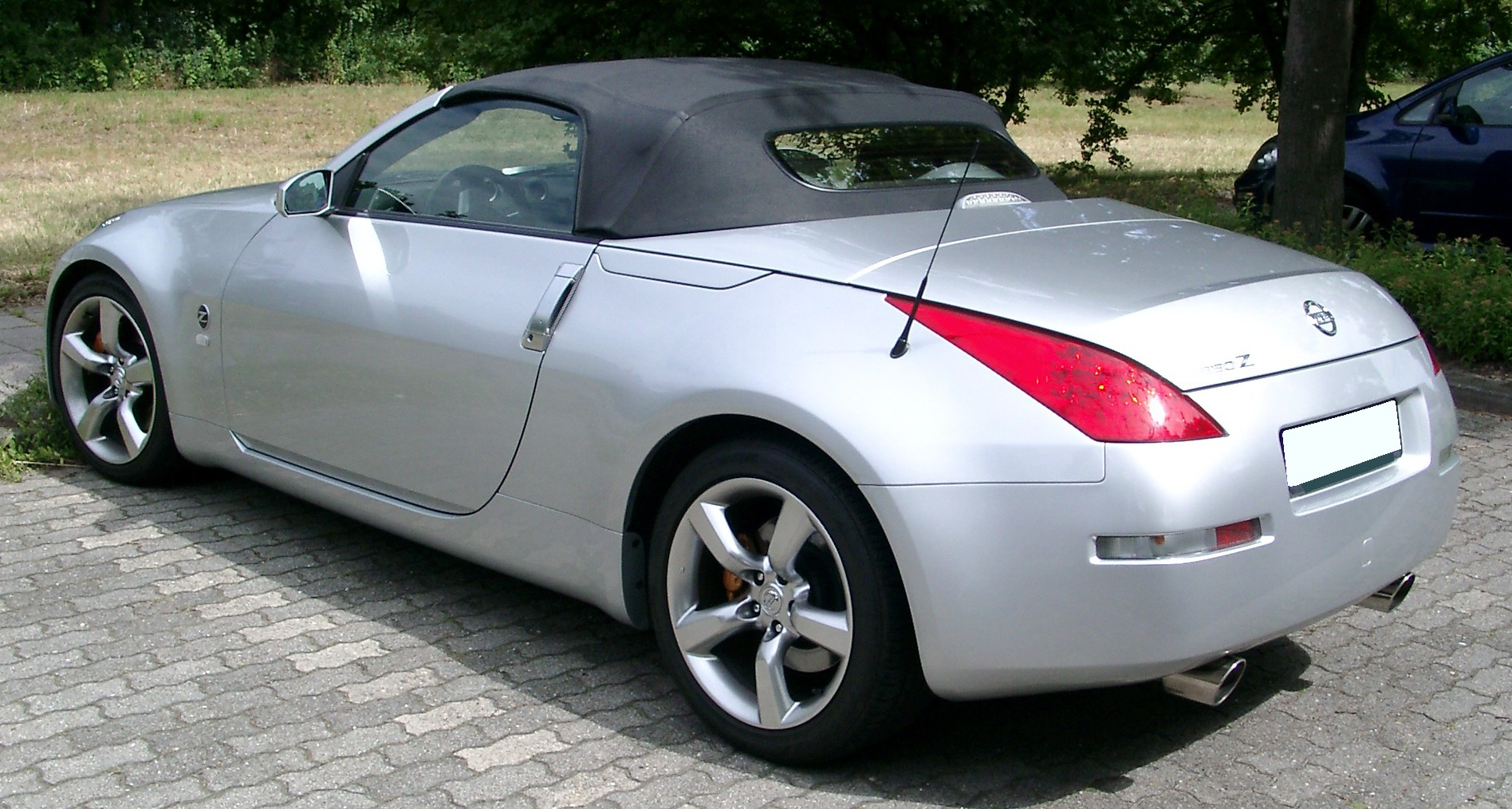
Heckansicht

### 2007
Im Januar 2007 wurde dem 350Z erneut eine Modellpflege zuteil. Statt der bisherigen zwei Sicken ist die Motorhaube jetzt ausgewölbt, wodurch deren Form nun an den Nissan 240Z erinnert. Diese Modifikation an der Motorhaube wurde wegen des erhöhten Platzbedarfs eines anderen Ansaugtraktes erforderlich, der im Zuge der Einführung des neuen VQ35HR-Motors nötig wurde. Der neue Motor ist eine Weiterentwicklung des VQ35DE, wobei man rund 80 Prozent der Bauteile überarbeitete und auch das Verdichtungsverhältnis von 10,3:1 auf 10,6:1 erhöhte. Der Motor leistet 230 kW (313 PS) bei 6800 min−1, das maximale Drehmoment beträgt 358 Nm bei 4800 min−1 und die Drehzahlbegrenzung liegt bei 7500 min−1. Die Höchstgeschwindigkeit wird unverändert bei 250 km/h abgeregelt und die Beschleunigung des Coupés von 0 auf 100 km/h erfolgt in 5,7 Sekunden. Dieser Motor findet auch im Infiniti-Modell G35 Verwendung.
Weiterhin sind die Sitze jetzt mit aktiven Kopfstützen ausgerüstet, und die Auswahl der Ledersitze wurde um graue „Frost“-Bezüge zusätzlich zu den Sitzen in "Charcoal Black" und "Alezan Orange" ergänzt. Außerdem waren auch drei neue Metallic-Lackierungen erhältlich: A53 Temper Orange (ersetzte A17 Sunset Orange), BW5 Night Blue (ersetzte B17 Monterey Blue) und K51 Precision Grey (ersetzte WV2 Gun Grey).

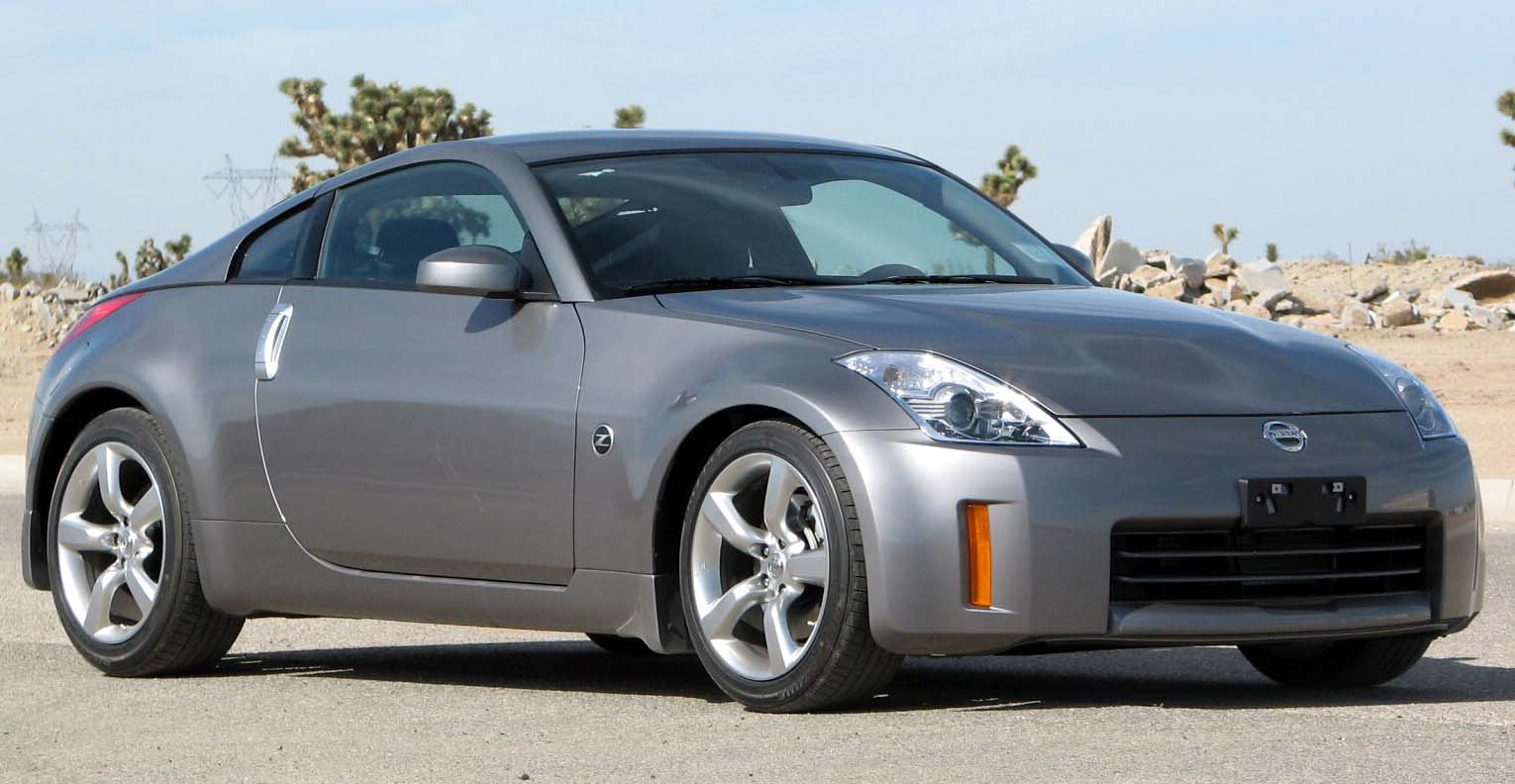
Nissan 350Z (2007–2009)
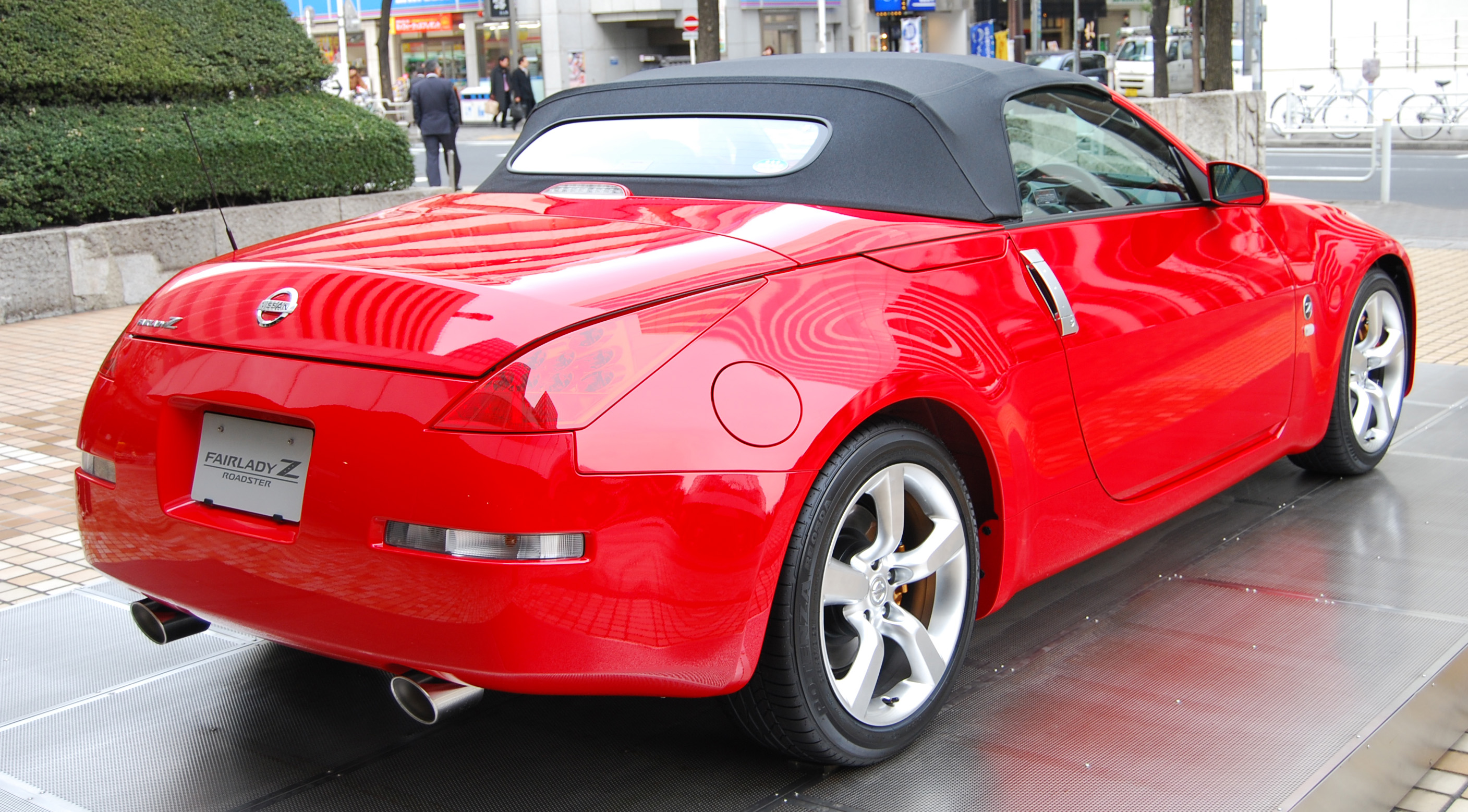
Nissan 350Z Roadster (2007–2009)

## Sondermodelle

### 2005 – 35th Anniversary Edition

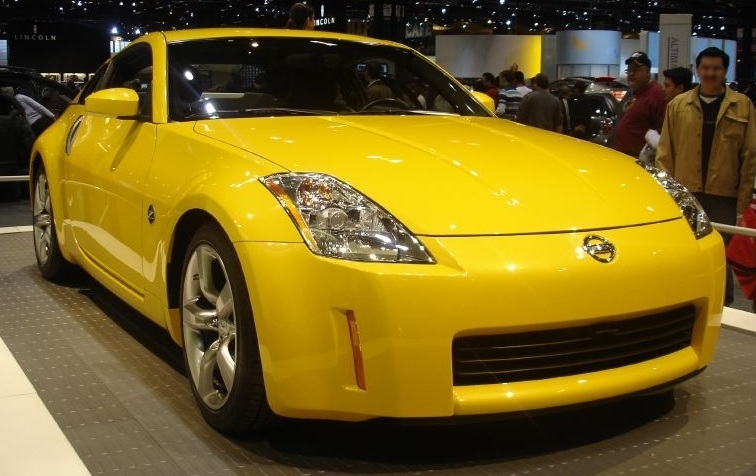
35th Anniversary Edition auf der Chicago Auto Show 2005

Anlässlich des 35. Jubiläums der Z-Sportwagenreihe legte Nissan eine "limitierte" Version des 350Z auf, die nur in Japan, Europa und den USA erhältlich war. Für Deutschland waren nur 100 Stück der in Europa auf 700 Einheiten begrenzten Auflage bestimmt.
Die wichtigste Änderung der 35th Anniversary Edition betrifft den VQ35DE-Motor, der in einer leistungsgesteigerten Variante verbaut wurde. Dessen Leistung wurde auf 221 kW (301 PS) erhöht, was die Sprintzeit von 0–100 km/h auf 5,8 Sekunden reduziert. Die Leistungssteigerung wurde durch diverse Maßnahmen wie einen veränderten Ansaugtrakt, variable Auslass-Steuerzeiten, verringerte innere Reibung und andere Nockenwellen ermöglicht, was zu einem besseren Ansprechverhalten und einer höheren maximalen Drehzahl führte. Nach der ersten Modellpflege im September 2005 wurde dieser überarbeitete Motor in sämtlichen Serienversionen des 350Z verbaut.
Nur zwei Lackierungen standen für den limitierten 350Z zur Verfügung. Von den für Deutschland bestimmten Modellen waren 20 Stück in einem knalligen Metallic-Gelb lackiert, die restlichen Einheiten waren in einem dezenten Schwarz gehalten. Zusätzlich waren damals exklusive 18-Zoll-Leichtmetallfelgen montiert, die seit dem Facelift im Herbst 2005 die Standardfelgen aller Modelle sind. Bestellbar war der 350Z 35th Anniversary Edition ab Mai 2005 zu Preisen von 38.250 Euro für die schwarze und 38.840 Euro für die gelbe Version. Zu jedem ausgelieferten Sondermodell gab es von Nissan außerdem eine Playstation-2-Spielekonsole und das Rennspiel Gran Turismo 4 dazu – Grund: der 350Z 35th Anniversary Edition ist in diesem Spiel fahrbar.

### 2007 – Racing Edition

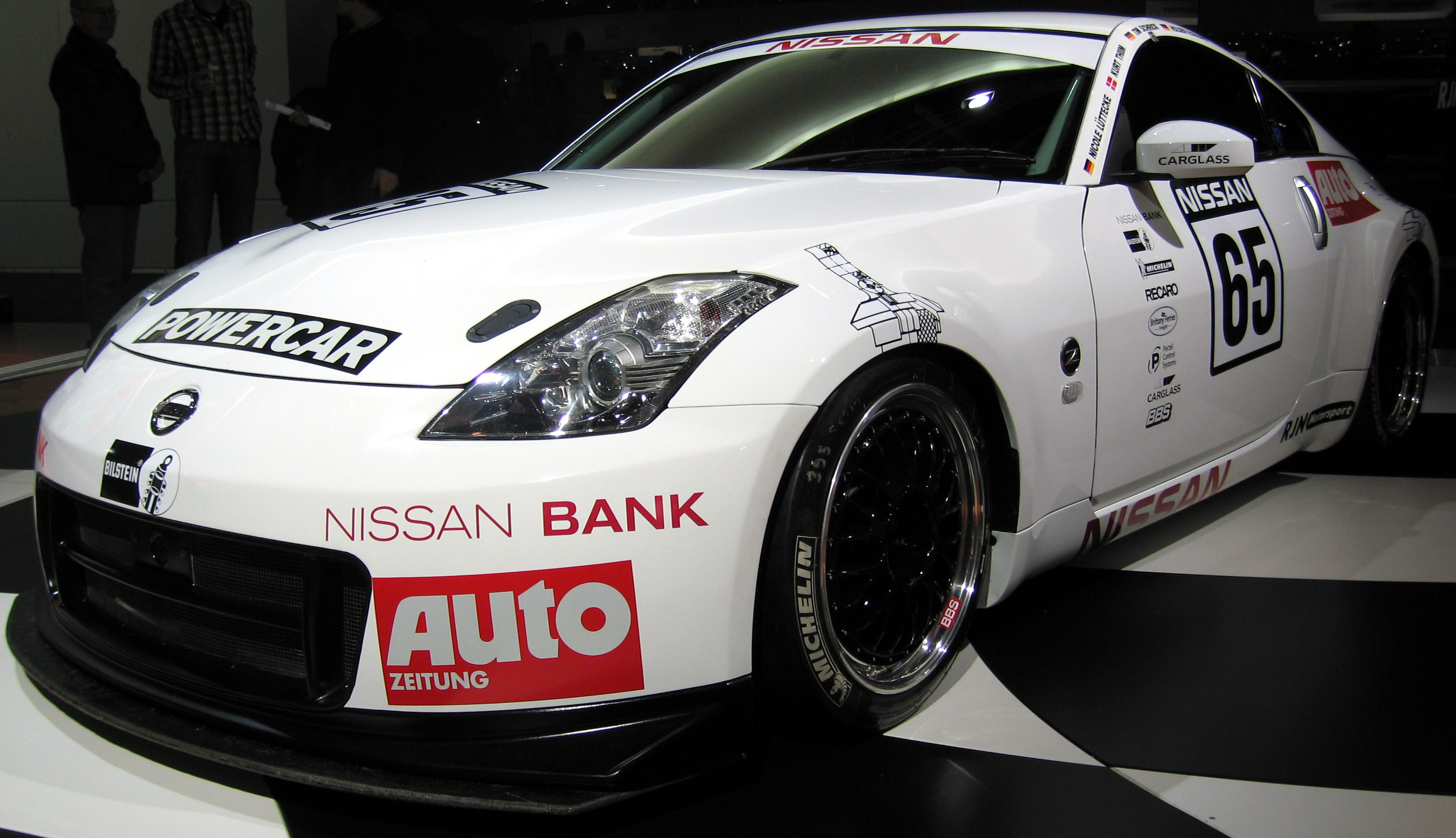
Nissan 350Z GT4 (24-Stunden-Rennen auf dem Nürburgring 2007)

Zur Erinnerung an das 24-Stunden-Rennen auf dem Nürburgring 2007 gab es eine auf 50 Stück limitierte Sonderedition des Nissan 350Z, die nur in Deutschland erhältlich war. Inspiriert wurde dieses Modell durch den 350Z GT4-Rennwagen, der an dem besagten Langstreckenrennen in der Eifel teilnahm.
Die Racing Edition basiert auf einem 350Z mit Premium Paket und ist in der exklusiven Farbe Pikes Peak Metallic Weiß lackiert. Es sind mehrteilige 19-Zoll-Leichtmetallfelgen mit schwarz lackiertem Stern und hochglanzpoliertem Felgenbett montiert. Das Serienfahrwerk wurde durch ein höhenjustierbares Gewindefahrwerk von Bilstein ersetzt, das eine Tieferlegung von 25 bis 45 Millimeter erlaubt und zusätzlich in Zug- und Druckstufe zehnfach verstellbar ist. Abgerundet wurde das Sondermodell durch einen Endschalldämpfer des Tuners Cobra. Darüber hinaus gehörten die serienmäßigen 18-Zoll-Felgen inklusive Winterreifen und ein Satz Sponsoren-Aufkleber im Rennsportstil zum Lieferumfang. Am Triebwerk wurden keine Änderungen vorgenommen, verbaut wurde der 230 kW (313 PS) starke VQ35HR-Motor, der ab der Modellpflege 2007 in allen Varianten des 350Z zum Einsatz kam.
Im Innenraum der Racing Edition gibt es eine nummerierte Plakette mit den Unterschriften der vier 350Z-GT4-Fahrer Kurt Thiim, Holger Eckhardt, Nicole Lüttecke und Tim Schrick. Das Sondermodell konnte ab Juli 2007 zu einem Preis von 48.590 Euro bestellt werden.

### Nismo 350Z (2007–2008)

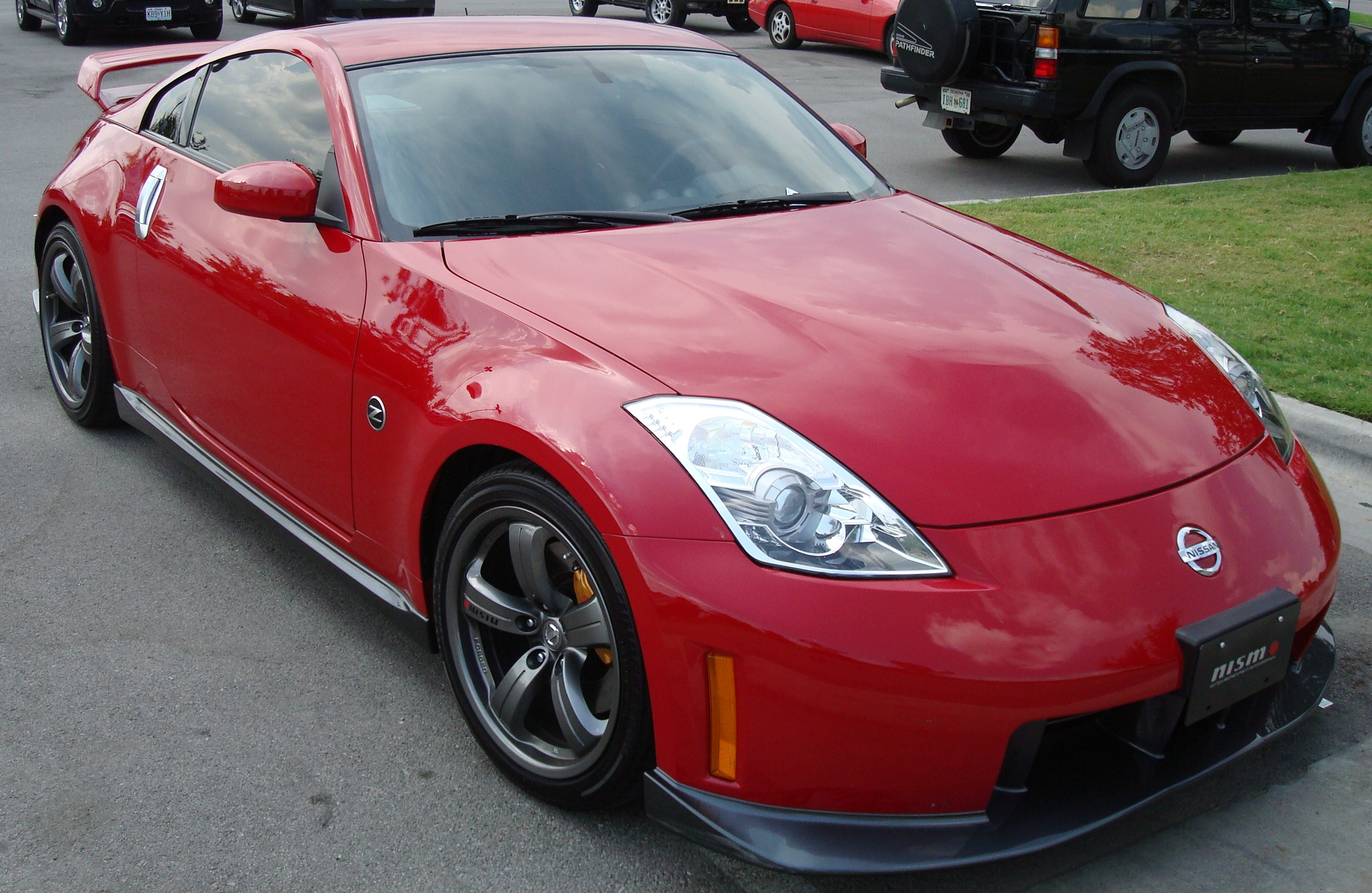
US-Modell der von Nismo verfeinerten Variante des 350Z

Das Nismo 350Z Coupé wurde auf der Internationalen New Yorker Auto Show am 4. April 2007 vorgestellt. Erhältlich war es in Japan und den USA.
Die Nismo-Version verfügt über den gleichen VQ35HR-Motor wie der reguläre 350Z, welcher in US-Spezifikation 310 PS leistet, und war nur mit einem 6-Gang-Schaltgetriebe erhältlich. Sofort ins Auge fällt die aggressive Verspoilerung rundum, die im Windkanal optimiert wurde und für Abtrieb an Front und Heck sorgt. Das Aerodynamikpaket besteht aus einer angepassten Frontschürze mit Spoilerschwert, Seitenschwellern und einer breiten Heckschürze mit integriertem Diffusor sowie einem zusätzlichen Heckflügel auf der Kofferraumklappe. Laut Nissan erzeugt das serienmäßige US-Modell des 350Z an der Hinterachse rund 8 kg Auftrieb bei 75 mph (120 km/h), wohingegen die Nismo-Variante bei dieser Geschwindigkeit rund 15 kg Abtrieb generiert. Weitere Änderungen wurden an der Auspuffanlage vorgenommen, die eigens von Nismo konzipiert wurde.
Darüber hinaus wurde die Karosserie an der A- und B-Säule zusätzlich verschweißt und eine verstärkte Domstrebe hinten angebracht, um die Steifigkeit des bereits von Haus aus extrem verwindungsarmen Chassis zu verbessern. Auch das Fahrwerk wurde mit härteren Federn, strafferen Dämpfern und einem größer dimensionierten Stabilisator an der Hinterachse aufgewertet. Durch diese Änderungen wurden Karosseriedämpfer nötig, um störende Vibrationen zu verhindern. Angebracht sind diese zwischen den beiden Längsträgern, ein Dämpfer sitzt in der Front nahe dem Wasserkühler und ein zweiter in der Heckpartie unterhalb des Kofferraums. Die verbaute Brembo-Bremsanlage entspricht der des deutschen Modells.
Ausgeliefert wurde der Nismo 350Z mit geschmiedeten Leichtmetallfelgen in den Dimensionen 9x18 Zoll vorne und 10x19 Zoll hinten. Die Bereifung in der Größe 245/40 R18 an der Front und 265/35 R19 am Heck stammt von Bridgestone, welche Sportreifen des Typs Potenza RE050A für das US-Modell und Potenza RE01R für die für Japan bestimmten Fahrzeuge lieferten. Der 350Z von Nismo wurde ab Werk mit leuchtstarken Bi-Xenon-Scheinwerfern und LED-Bremslichtern ausgestattet. Eine elektronische Traktionskontrolle sowie eine Differentialsperre gehörten ebenfalls zur Serienausstattung des in den vier verschiedenen Außenfarben Weiß, Rot, Schwarz und Silber lieferbaren Sportlers. Eine Innenausstattung mit schwarz-roten Sitzpolstern und roten Ziernähten sowie eine nummerierte Aluminiumplakette mit Nismo-Logo in der Mittelkonsole unterstreichen die Exklusivität des Sondermodells.
Der Nismo 350Z ging im Juli 2007 bei den Nissan-Händlern in den USA in den Verkauf. Er wurde von 2007 bis 2008 produziert. Der Wagen hatte für das Modelljahr 2007 einen vom Hersteller empfohlenen Verkaufspreis von 38.070 US-Dollar.

## Technische Daten
| Nissan Z33 | 350Z                                                                                           | 350Z                                                                                           | 350Z                                                                                           |
| Bauzeitraum: | 2002–2005                                                                                      | 2005–2007                                                                                      | 2007–2009                                                                                      |
| Motortyp: | Sechszylinder-Ottomotor in V-Bauart                                                            | Sechszylinder-Ottomotor in V-Bauart                                                            | Sechszylinder-Ottomotor in V-Bauart                                                            |
| Hubraum: | 3498 cm³                                                                                       | 3498 cm³                                                                                       | 3498 cm³                                                                                       |
| Motorkenncode: | VQ35DE                                                                                         | VQ35DE                                                                                         | VQ35HR                                                                                         |
| Bohrung × Hub: | 95,5 × 81,4 mm                                                                                 | 95,5 × 81,4 mm                                                                                 | 95,5 × 81,4 mm                                                                                 |
| max. Leistung bei min−1:                                                                                             | 206 kW (280 PS) bei 6200                                                                       | 221 kW (300 PS) bei 6400                                                                       | 230 kW (313 PS) bei 6800                                                                       |
| max. Drehmoment bei min−1:                                                                                           | 363 Nm bei 4800                                                                                | 353 Nm bei 4800                                                                                | 358 Nm bei 4800                                                                                |
| Verdichtung: | 10,3:1                                                                                         | 10,3:1                                                                                         | 10,6:1                                                                                         |
| Gemischaufbereitung:                                                                                                 | Saugrohreinspritzung                                                                           | Saugrohreinspritzung                                                                           | Saugrohreinspritzung                                                                           |
| Ventilsteuerung: | DOHC, Steuerkette, 4 Ventile pro Zylinder                                                      | DOHC, Steuerkette, 4 Ventile pro Zylinder                                                      | DOHC, Steuerkette, 4 Ventile pro Zylinder                                                      |
| Kühlung: | Wasserkühlung                                                                                  | Wasserkühlung                                                                                  | Wasserkühlung                                                                                  |
| Getriebe, serienmäßig:                                                                                               | 6-Gang-Schaltgetriebe                                                                          | 6-Gang-Schaltgetriebe                                                                          | 6-Gang-Schaltgetriebe                                                                          |
| Getriebe, optional: (nicht in Deutschland)                                                                           | 5-Gang-Automatikgetriebe                                                                       | 5-Gang-Automatikgetriebe                                                                       | 5-Gang-Automatikgetriebe                                                                       |
| Antriebsart: | Hinterradantrieb                                                                               | Hinterradantrieb                                                                               | Hinterradantrieb                                                                               |
| Radaufhängung vorn:                                                                                                  | Doppelquerlenkerachse an Hilfsrahmen montiert, Federbein, Stabilisator                         | Doppelquerlenkerachse an Hilfsrahmen montiert, Federbein, Stabilisator                         | Doppelquerlenkerachse an Hilfsrahmen montiert, Federbein, Stabilisator                         |
| Radaufhängung hinten:                                                                                                | Mehrlenkerachse an Hilfsrahmen montiert, Stoßdämpfer und Fahrwerksfeder getrennt, Stabilisator | Mehrlenkerachse an Hilfsrahmen montiert, Stoßdämpfer und Fahrwerksfeder getrennt, Stabilisator | Mehrlenkerachse an Hilfsrahmen montiert, Stoßdämpfer und Fahrwerksfeder getrennt, Stabilisator |
| Bremsen: | belüftete Scheibenbremsen rundum, Bremskraftverstärker, ABS, EBD, BAS                          | belüftete Scheibenbremsen rundum, Bremskraftverstärker, ABS, EBD, BAS                          | belüftete Scheibenbremsen rundum, Bremskraftverstärker, ABS, EBD, BAS                          |
| Lenkung: | servounterstützte Zahnstangenlenkung                                                           | servounterstützte Zahnstangenlenkung, ab 9/2005 geschwindigkeitsabhängig                       | geschwindigkeitsabhängige, servounterstützte Zahnstangenlenkung                                |
| Abmessungen (L×B×H):                                                                                                 | 4310 [4315] × 1815 × 1315 [1325] mm                                                            | 4310 [4315] × 1815 × 1315 [1325] mm                                                            | 4310 [4315] × 1815 × 1315 [1325] mm                                                            |
| Radstand: | 2650 mm                                                                                        | 2650 mm                                                                                        | 2650 mm                                                                                        |
| Spurweite vorne/hinten:                                                                                              | 1535/1540–1545 mm                                                                              | 1535/1540–1545 mm                                                                              | 1535/1540–1545 mm                                                                              |
| Gewicht: | 1600–1625 kg [?]                                                                               | ? [1.705–1.725 kg]                                                                             | 1605–1630 kg [1700–1720 kg]                                                                    |
| Kofferraumvolumen:                                                                                                   | 235 [130] Liter                                                                                | 235 [130] Liter                                                                                | 235 [130] Liter                                                                                |
| Höchstgeschwindigkeit:                                                                                               | 250 km/h, elektronisch abgeregelt                                                              | 250 km/h, elektronisch abgeregelt                                                              | 250 km/h, elektronisch abgeregelt                                                              |
| 0–100 km/h: | 5,9 s [6,3 s]                                                                                  | 5,8 s [6,3 s]                                                                                  | 5,7 s [6,1 s]                                                                                  |
| Kraftstoffart: | Super-Plus (ROZ 98)                                                                            | Super-Plus (ROZ 98)                                                                            | Super-Plus (ROZ 98)                                                                            |
| Tankinhalt: | 80 Liter                                                                                       | 80 Liter                                                                                       | 80 Liter                                                                                       |
| Verbrauch, kombiniert (Liter/100 Kilometer):                                                                         | 11,4 [11,7]                                                                                    | ? [12,0]                                                                                       | 11,7 [12,0]                                                                                    |
| CO2-Emission, kombiniert:                                                                                            | 273 g/km [?]                                                                                   | ? [?]                                                                                          | 280 g/km [288 g/km]                                                                            |
| Werte in eckigen Klammern gelten für den Roadster. Messwerte für Modelle mit Automatikgetriebe nicht berücksichtigt. |                                                                                                |                                                                                                |                                                                                                |

## Motorsport

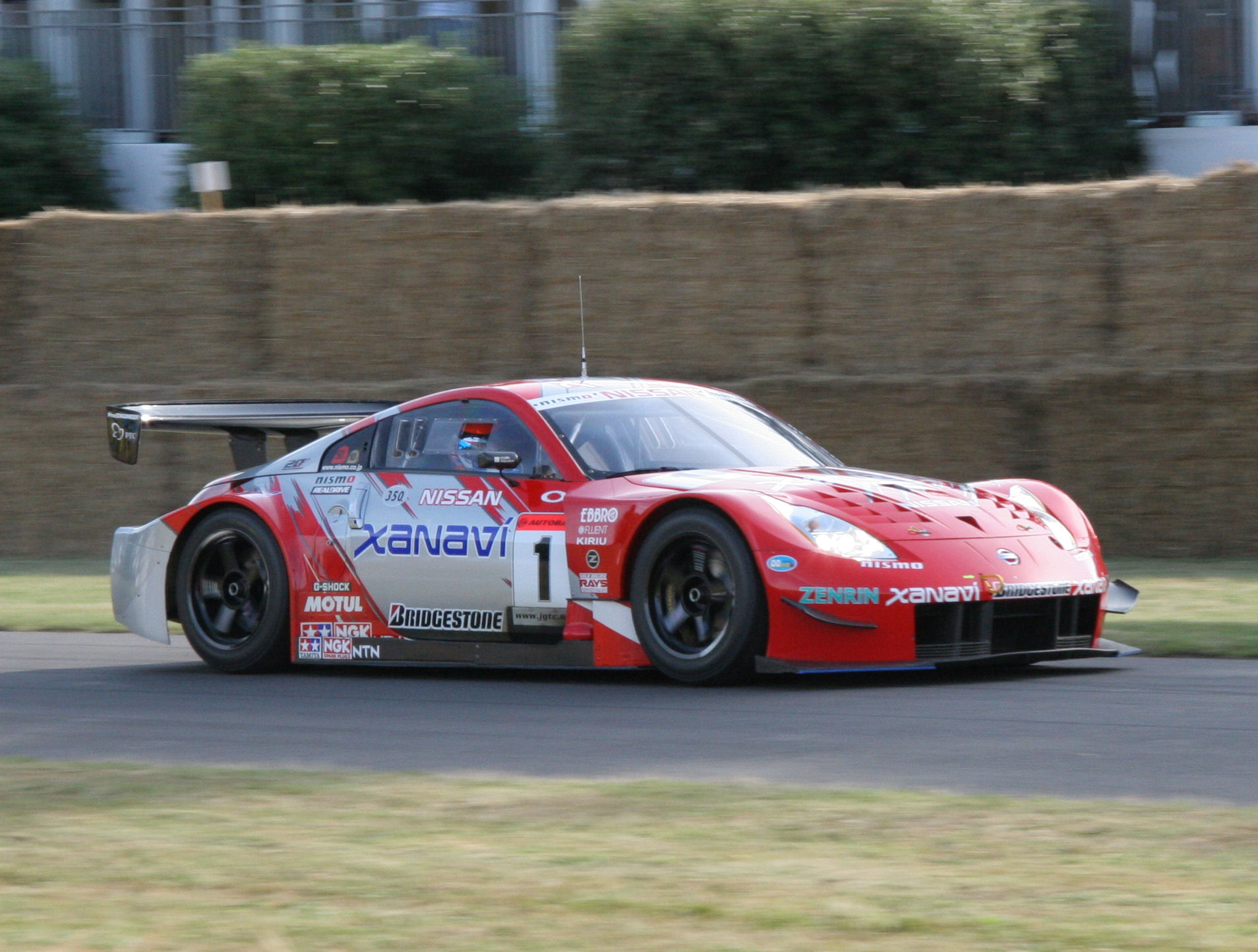
350Z GT500 der Saison 2004 auf dem Goodwood Festival of Speed

Der 350Z wurde und wird sowohl als GT-Rennwagen wie auch als Tourenwagen in verschiedenen Rennsportserien eingesetzt, beispielsweise in der Super GT, der British GT Championship oder beim 24-Stunden-Rennen auf dem Nürburgring.

### JGTC/Super GT
Der Nissan 350Z wurde als Rennversion ab 2004 in der GT500-Klasse der populären japanischen GT-Rennserie eingesetzt. Er löste damit die Rennwagen des Nissan Skyline GT-R ab, die bis dahin den Werks- und Kundenteams zur Verfügung standen. Zwei 350Z GT500 starteten in dieser Saison für das Nismo-Werksteam, je ein weiterer für die privaten Rennställe Hasemi Motorsport und Team Impul. Angetrieben wird der stark modifizierte Renner von einem twinturbogeladenen 3,0-Liter-Motor Typ VQ30DETT, der das 1080 kg schwere Fahrzeug mit einer maximalen Leistung von 342 kW (465 PS) antreibt. Auf Anhieb konnte das Nismo-Werksteam die Fahrer- und Teammeisterschaft in der GT500 Klasse für sich entscheiden. In der darauf folgenden Saison konnte noch einmal die Teammeisterschaft gewonnen werden. Im Jahr 2007 fuhr der 350Z das letzte Mal mit Werksunterstützung in der GT500-Klasse, er wurde in der Folgesaison durch den Nissan GT-R ersetzt.
In der GT300-Klasse wurde der 350Z auch eingesetzt, allerdings nur von privaten Rennteams. Diese konnten sich 2003 den Fahrertitel und 2008 sowie 2010 die Fahrer- und Teamwertung sichern.

## Produktionsstätten
Gefertigt wurde der 350Z nur in Japan, zu Beginn im Nissan-Werk Oppama in der Stadt Yokosuka, die in der Präfektur Kanagawa liegt. Im Januar 2004 wurde die Produktion in das Werk Tochigi in der Stadt Kaminokawa (Präfektur Tochigi) verlegt.

## Zulassungszahlen
Zwischen 2003 und 2009 sind in der Bundesrepublik Deutschland insgesamt 6.309 Nissan 350Z neu zugelassen worden. Mit 1.897 Einheiten war 2004 das erfolgreichste Verkaufsjahr.
|  |

|  |

|  |

|  |

|  |

|  |

|  |

|  |

|  |

|  |

|  |

|  |

|  |

|  |

|  |

|  |

|  |

|  |

|  |

|  |

|  |

|  |

|  |

|  |

|  |

|  |

|  |

|  |

|  |

|  |

|  |

|  |

|  |

|  |

|  |

|  |

|  |

|  |

|  |

|  |

|  |

|  |

|  |

|  |

|  |

|  |

|  |

|  |

|  |

|  |

|  |

|  |

|  |

|  |

|  |

|  |

|  |

|  |

|  |

|  |

|  |

|  |

|  |

|  |

|  |

|  |

|  |

|  |

|  |

|  |

|  |

|  |

|  |

|  |

|  |

|  |

|  |

|  |

|  |

|  |

|  |

|  |

|  |

|  |

|  |

|  |

|  |

|  |

|  |

|  |

|  |

|  |

|  |

|  |

|  |

|  |

|  |

|  |

|  |

|  |

|  |

|  |

|  |

|  |

|  |

|  |

|  |

|  |

|  |

|  |

|  |

|  |

|  | Benziner (6.309) |

|  | Benziner (6.309) |

## Anmerkung
Der Werkscode für den 350Z lautet Z33. In Japan unterscheidet sich der Modellname des Z33 von den übrigen Märkten, er wird dort Nissan Fairlady Z genannt. Diese Bezeichnung wurde mit der ersten Baureihe Datsun 240Z vom Datsun Fairlady übernommen und seither traditionsgemäß bei bisher allen Generationen der Z-Reihe für den japanischen Markt verwendet.